# Ancylotrypa pallidipes
Ancylotrypa pallidipes là một loài nhện trong họ Cyrtaucheniidae. Loài này phân bố ờ Zuid-Afrika.